# Łąki (condado de Garwolin)
Łąki es un pueblo de Polonia, en Mazovia. Se encuentra en el distrito (Gmina) de Górzno, perteneciente al condado (Powiat) de Garwolin. Se encuentra aproximadamente a 3 km al noreste de Górzno, 9 km al sureste de Garwolin, y a 65 km al sureste de Varsovia. 
Entre 1975 y 1998 perteneció al voivodato de Siedlce.